# Edhilda
Edhilda (en inglés, Eadhild; m. 937) fue una princesa inglesa, la segunda esposa de Hugo, duque de los francos. Era una hija de Eduardo el Viejo, rey de los anglosajones, y su segunda esposa Elfleda.
En 926 el hijo de Eduardo, el rey Athelstan, recibió una embajada de su primo, Adelolf, conde de Boulogne, por encargo de Hugo, y Athelstan estuvo de acuerdo en entregar a su medio hermana, Edhilda, en matrimonio, a cambio de una enorme cantidad de regalos y reliquias. Según Guillermo de Malmesbury, entre ellos hubo especias, joyas, muchos corceles rápidos, un elaborado vaso de ónice, una corona de oro sólido, la espada de Constantino el Grande, la lanza de Carlomagno y una pieza de la Corona de espinas. La hermana de doble vínculo de Edhilda, Edgiva, fue la esposa del depuesto rey de los francos occidentales, Carlos el Simple. Hugo fue un rival potencial por el trono franco, y puede que Edgiva promoviera el matrimonio para cortar un peligroso lazo de unión entre Hugo y el conde Herberto II de Vermandois.
Edhilda murió sin hijos en 937.

## Citas
1. ↑  Foot, 2011, p. xv
2. ↑  Foot, 2011, p. 18, 47-48, 192-193
3. ↑  Foot, 2010, p. 246
4. ↑  Ortenberg, p. 228; Freeman, p. 234